# El entierro prematuro
El entierro prematuro ("The Premature Burial", en inglés) es un cuento de horror escrito por el estadounidense Edgar Allan Poe y publicado en julio del año 1844, en el periódico The Philadelphia Dollar Newspaper. El miedo al enterramiento en vida era muy común en la época, y Poe obtuvo provecho literario de ello.

## Argumento
En este relato, el narrador anónimo describe en primera persona un trastorno que le aqueja, caracterizado por «ataques de una afección singular que los médicos coinciden en denominar catalepsia». Esta enfermedad lo lleva con frecuencia a pérdidas de conciencia muy similares a la muerte, lo que conduce al personaje a un terror pánico a ser enterrado vivo en alguna de tales circunstancias: «La mayor de las desgracias posibles», afirma. A fin de que se comprenda esta fobia, el narrador enumera diversos casos probados de personas enterradas vivas. En el primer caso, la tragedia fue descubierta mucho más tarde, al ser reabierta la cripta. En otros casos, las afortunadas víctimas tuvieron ocasión de atraer la atención sobre ellas desde su espantosa prisión. Los numerosos y espeluznantes hallazgos registrados al remover tumbas en cementerios, constituyen también buena prueba de ello.
La catalepsia, pues, hace al narrador muy proclive a caer en estados de inconsciencia, un problema que se le ha ido agravando con el tiempo. Su peor pesadilla es perder el sentido en ocasión de hallarse lejos de su hogar, y que, al ignorarse sus circunstancias en el nuevo medio, sea dado por muerto. Así, hace contraer la promesa a familiares y amigos de que no lo enterrarán antes de haber comprobado fehacientemente su óbito. Construye asimismo una complicada sepultura con un equipo instalado que le permita pedir ayuda, caso de "despertarse" en dicha tesitura.
La historia se cierra cuando el narrador se encuentra sorpresivamente un día atrapado en un asfixiante reducto de madera, estrecho y oscuro, que le hace temer haber sido enterrado vivo pese a todas sus precauciones. Afortunadamente, descubre por último que no ha sido más que una equivocación, terrible experiencia que acaba liberándolo de su obsesión.

## Personajes
Narrador: El personaje anónimo que cuenta la historia y el que tiene miedo a la muerte, quien se volvió paranoico y macabro al tener catalepsia, el luchaba por mantenerse despierto.
La mujer: Esposa de un abogado respetable y miembro del congreso, que fue sepultada viva.
Esposo: El abogado respetable recibe los huesos de su mujer al abrir la tumba familiar.
Mademoiselle Victorine Lafourcade: era una mujer de gran belleza y de una familia ilustre, fue presa de dicha enfermedad.
Julien Bossuet: El enamorado de Victorine Lafourcade y de quien se había enamorado. El la salva en el momento justo en el que ella abre los ojos.
Monsieur Renelle: Banquero y diplomático esposo de Victorine, quien maltrataba a su esposa quien cayo muerta dos años después de casarse.
Un oficial de artillería: Era un hombre robusto y de gran tamaño quien cayo del caballo y lo hizo perder el sentido, se le hizo una cirugía cerebral de la cual quedó con una ligera insensibilidad que se creyó muerto quien apareció vivo y furioso cuando fue desenterrado de su tumba por presumirlo muerto.
Los médicos: quienes deseosos de investigar y revisar más a fondo el cuerpo humano deciden robarse un cadáver del cementerio, la persona desenterrada estaba viva.
Edward Stapleton: quien se presumía muerto de fiebre tifoidea y fue desenterrado por médicos, quienes realizaron una disección con él, para experimentar uno de los estudiantes de medicina decide dar golpes de electricidad, el golpe de corriente despertó a Edward quien se levantó y caminó al centro de la habitación, quien después se desplomó al suelo. Los medicó al ver esto y comprobar que estaba vivo lo mantuvieron en secreto hasta que estuvo sano para volver con su familia.
El demonio: este apareció en sueños del narrador y era con el cual se atormentaba mientras dormía.
Los individuos que despertaron al narrador que era la tripulación.

## Análisis

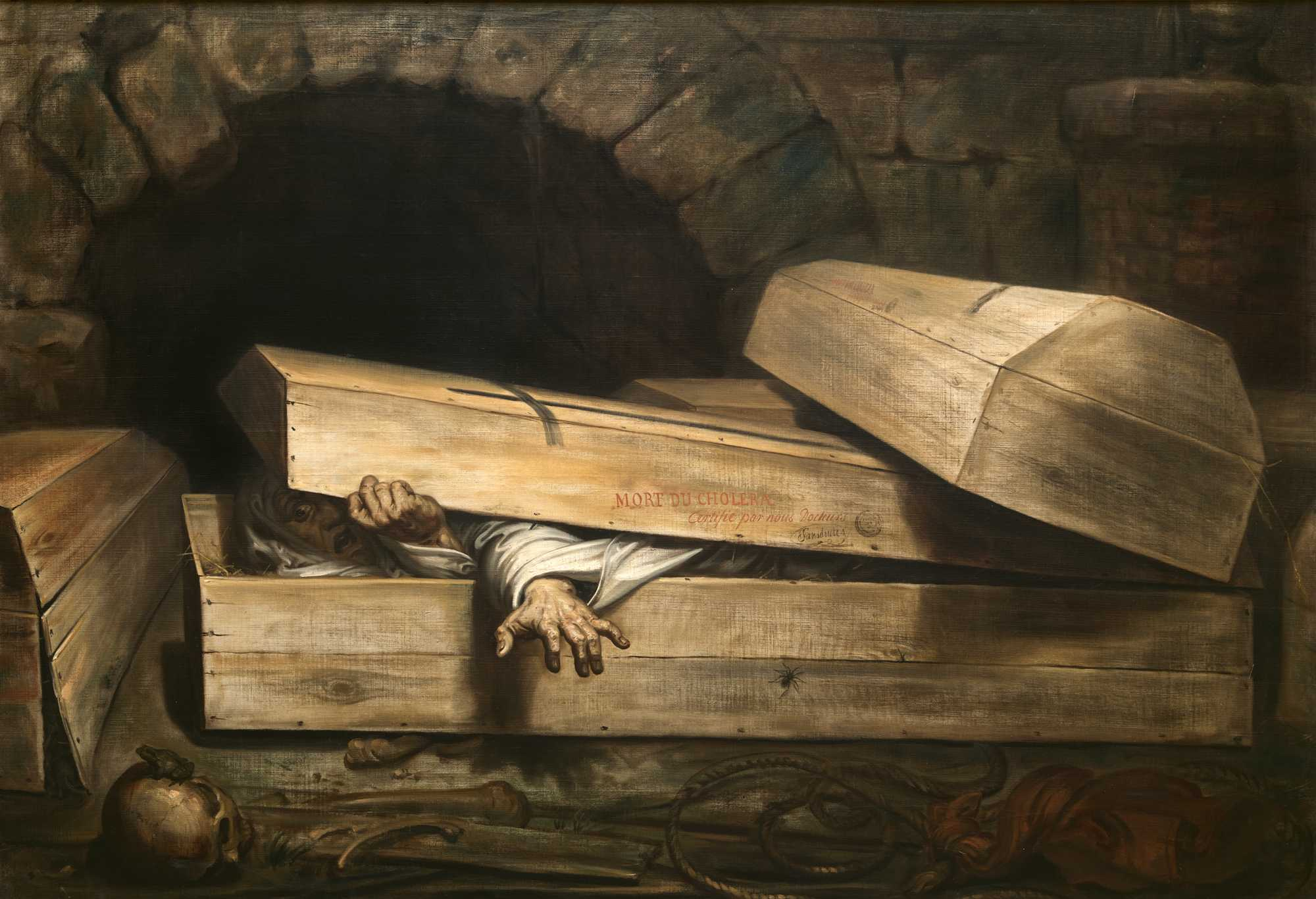
Pintura de Antoine Wiertz de un hombre al que han enterrado vivo.

El miedo a ser enterrado vivo tiene profundas raíces en la cultura occidental del siglo XIX, y Poe, como con motivo de otros asuntos de moda en su tiempo (la fascinación por el mesmerismo o los viajes en globo), tomó buen partido de ello. Se conocían cientos de casos reales en su época en los cuales los doctores habían errado en su declaración de muerte. En aquel tiempo, en efecto, los ataúdes a menudo se equipaban con complejos artilugios que posibilitasen a aquel que lo necesitara pedir ayuda en tan comprometidas circunstancias. Tan grande era la preocupación, que en la Inglaterra victoriana se fundó una Society for the Prevention of People Being Buried Alive, es decir, "Sociedad para la prevención del enterramiento prematuro". La creencia en la existencia del vampiro, un cadáver animado que descansa en su tumba durante el día y por la noche ataca a la gente, tiene mucho que ver en estos miedos. El folclorista Paul Barber, sin embargo, ha constatado que la incidencia de entierros prematuros ha sido muy sobrestimada y que los efectos normales de la descomposición de los cadáveres pueden ser confundidos con signos de vida.
Como otros personajes de su autor, el narrador de "El entierro prematuro" es una pobre víctima de sus febriles alucinaciones. La catalepsia, unida a sus fantasías, visiones y obsesiones con la muerte no le dejan vivir. Sin embargo, cosa rara en la narrativa de Poe, acaba finalmente reformándose, aunque sólo después de que su mayor temor se haya visto, de una u otra forma, confirmado.
El novelista francés Georges Walter, en su extensa biografía de Poe, refiere que la psicoanalista poeana Marie Bonaparte consideraba esta historia «como un fantasma de la vuelta al cuerpo materno». Walter menciona igualmente, con respecto a esta fobia, al cuentista Hans Christian Andersen, quien dejó severas instrucciones a sus deudos en evitación de un entierro prematuro.
El especialista en Poe Julio Cortázar llama la atención sobre el carácter acusadamente periodístico del relato («se trata menos de un cuento que de un artículo»), y alude al opio, así como a los trastornos cardíacos con sensación de ahogo que provocaba en el autor, como fuentes probables del mismo.
Es probable que Cortázar se basara en el criterio del biógrafo clásico de Poe Hervey Allen, quien afirmó que se trataba de «una de las más genuinamente mórbidas historias que Poe borrajeó, la cual parece tener origen en el sentimiento de catástrofe inevitable que durante largo tiempo había ido pareja a su melancolía, o quizá en algún ensueño agobiante debido a su afección cardíaca».
El tema del entierro en vida se halla también presente, con variaciones, en los siguientes relatos de Poe: "Berenice", "La caída de la casa Usher" y "El barril de amontillado".

## Adaptaciones
- The Premature Burial (1962), película de serie B del director Roger Corman, protagonizada por Ray Milland y Hazel Court.